# Rensund
Rensund är ett sund i Grönland (Kungariket Danmark).   Det ligger i kommunen Sermersooq, i den östra delen av Grönland, 1 300 km nordost om huvudstaden Nuuk.